# Gumball (jeu vidéo)
Pour les articles homonymes, voir Gumball.
Gumball est un jeu vidéo d’action développé par Robert Cook et publié par Brøderbund Software en 1983 sur Apple II avant d’être porté en 1984 sur Atari 8-bit et Commodore 64. L’objectif du joueur est de guider des boules de chewing-gum de différentes couleurs dans une machine, qui forme un labyrinthe, afin de les conduire dans les boites de la couleur correspondante. A l’aide du joystick, le joueur peut déplacer vers la droite ou la gauche les boites de couleurs situées en bas de l’écran. En appuyant sur un bouton, il actionne l’ensemble des portes de la machine qui s’ouvre ou se ferme suivant leur position initiale. En poussant ou en tirant sur le joystick, il accélère ou réduit la vitesse d’apparition des boules de chewing-gum. A chaque niveau, le joueur à un quota de boules à trier dans le temps imparti. S’il respecte celui-ci, il progresse au niveau suivant, plus complexe et avec des couleurs de boules supplémentaires,.